# ساوسيدايلا
بلدية ساوسيدايلا (بالإسبانية: Saucedilla)‏، هي بلدية تقع في مقاطعة قصرش والتي تقع في منطقة إكستريمادورا، غرب إسبانيا.
يبلغ عدد سكانها 627 نسمة وفقاً لإحصائية سنة (2002).

## معرض صور

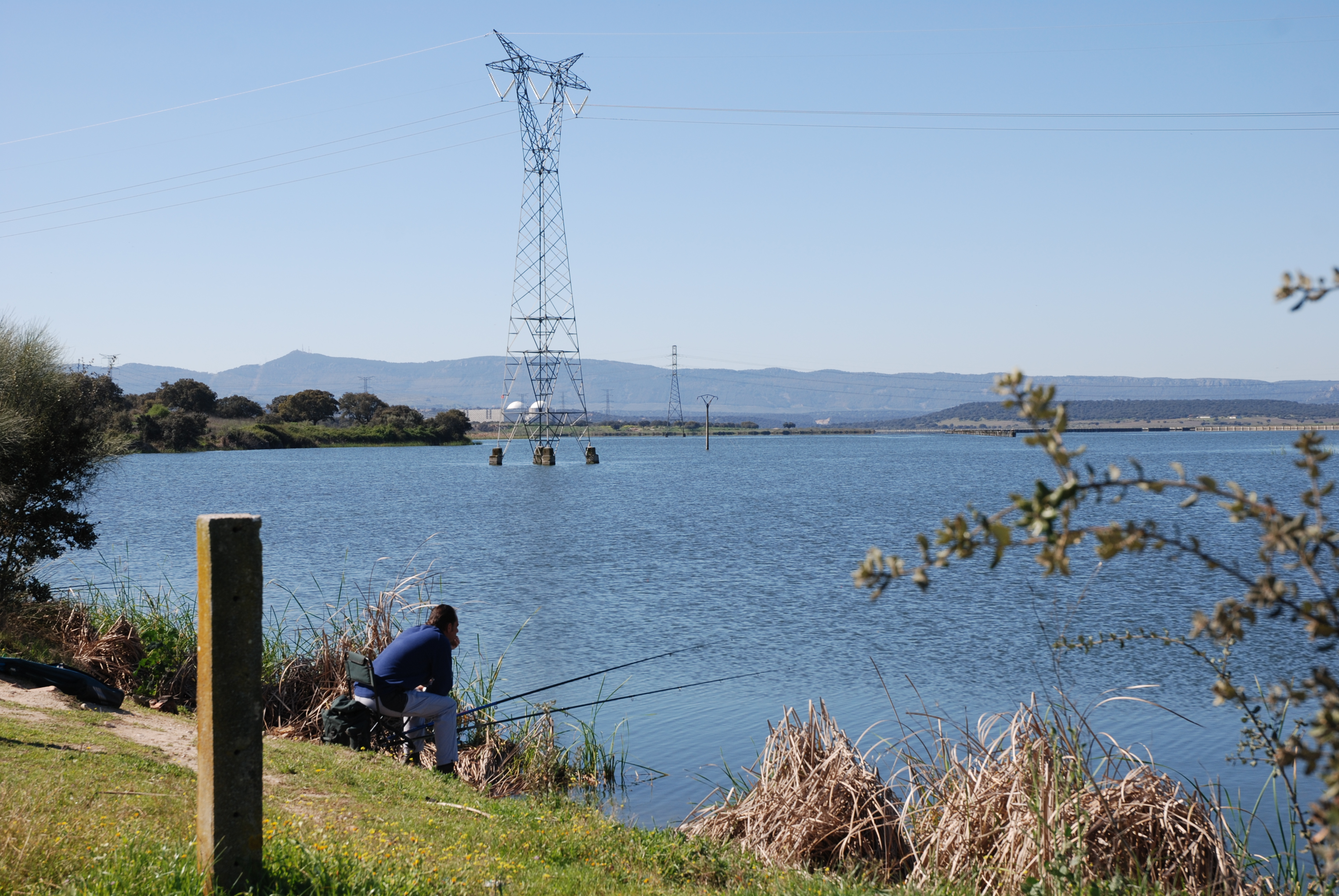
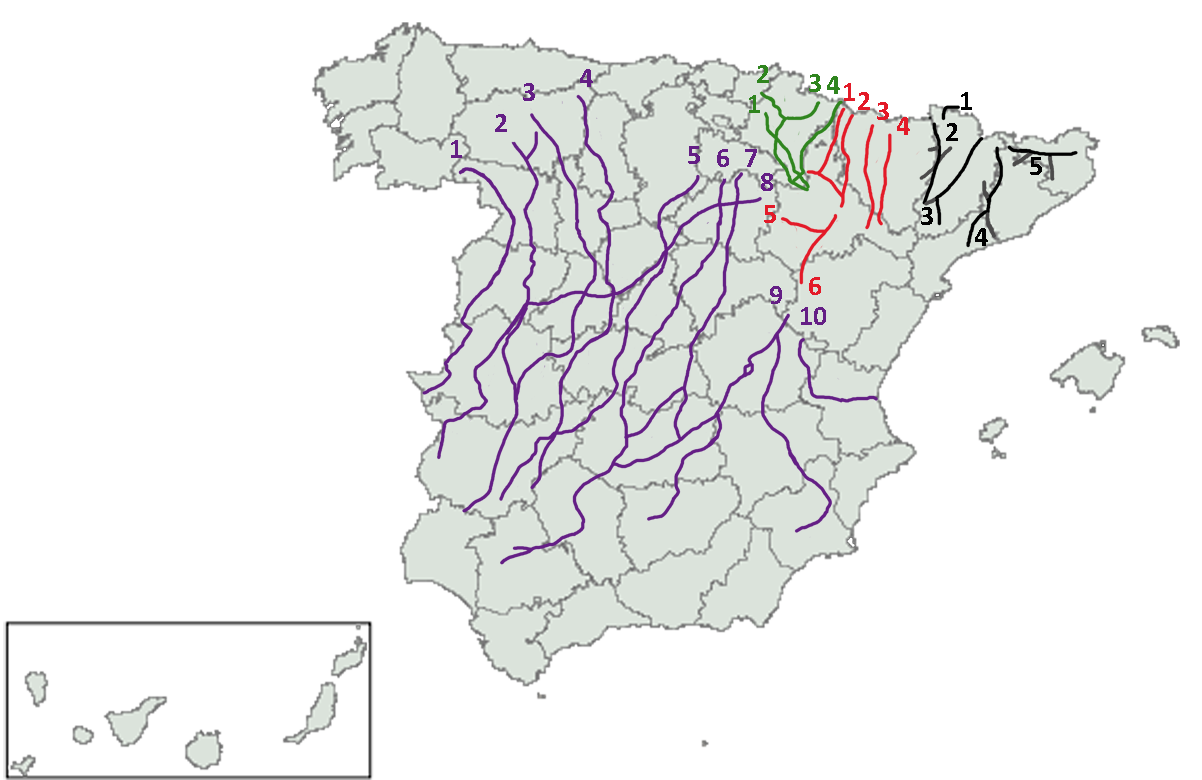
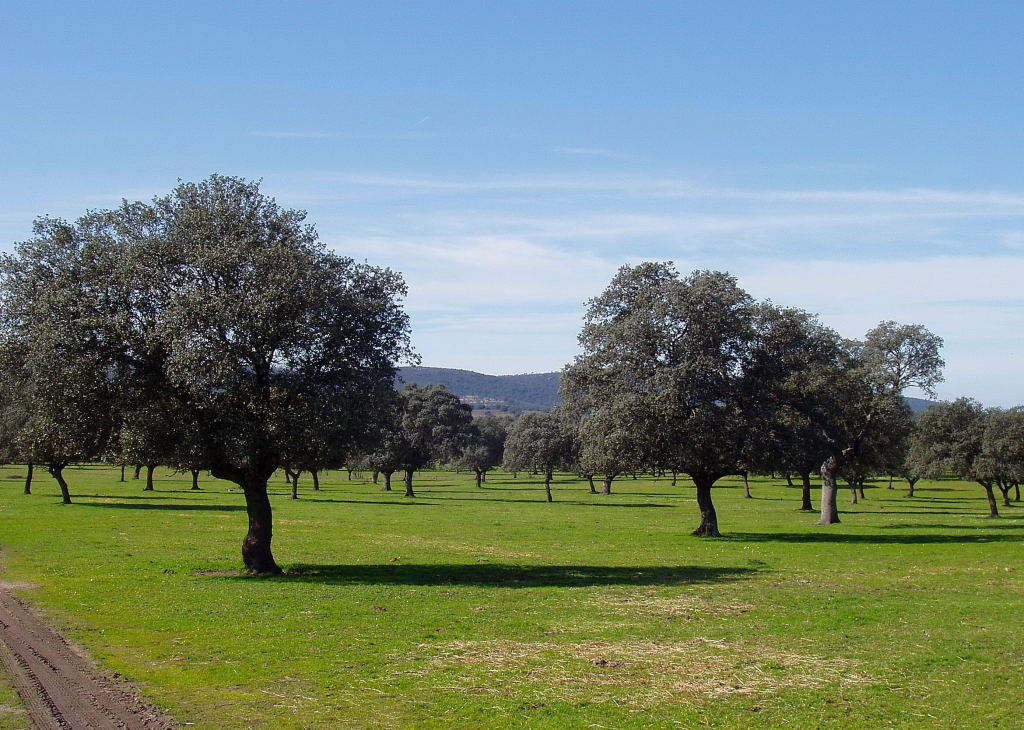
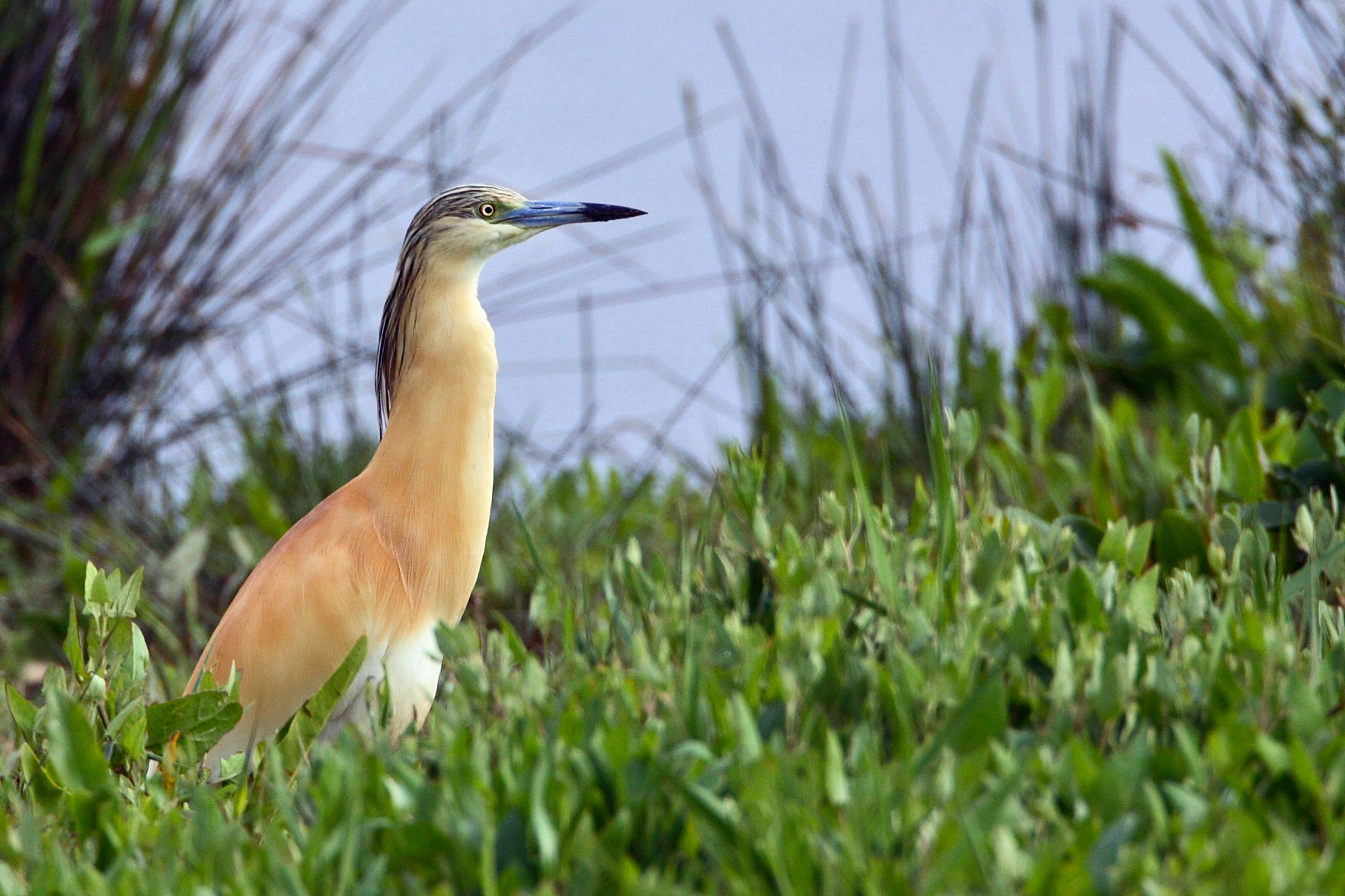
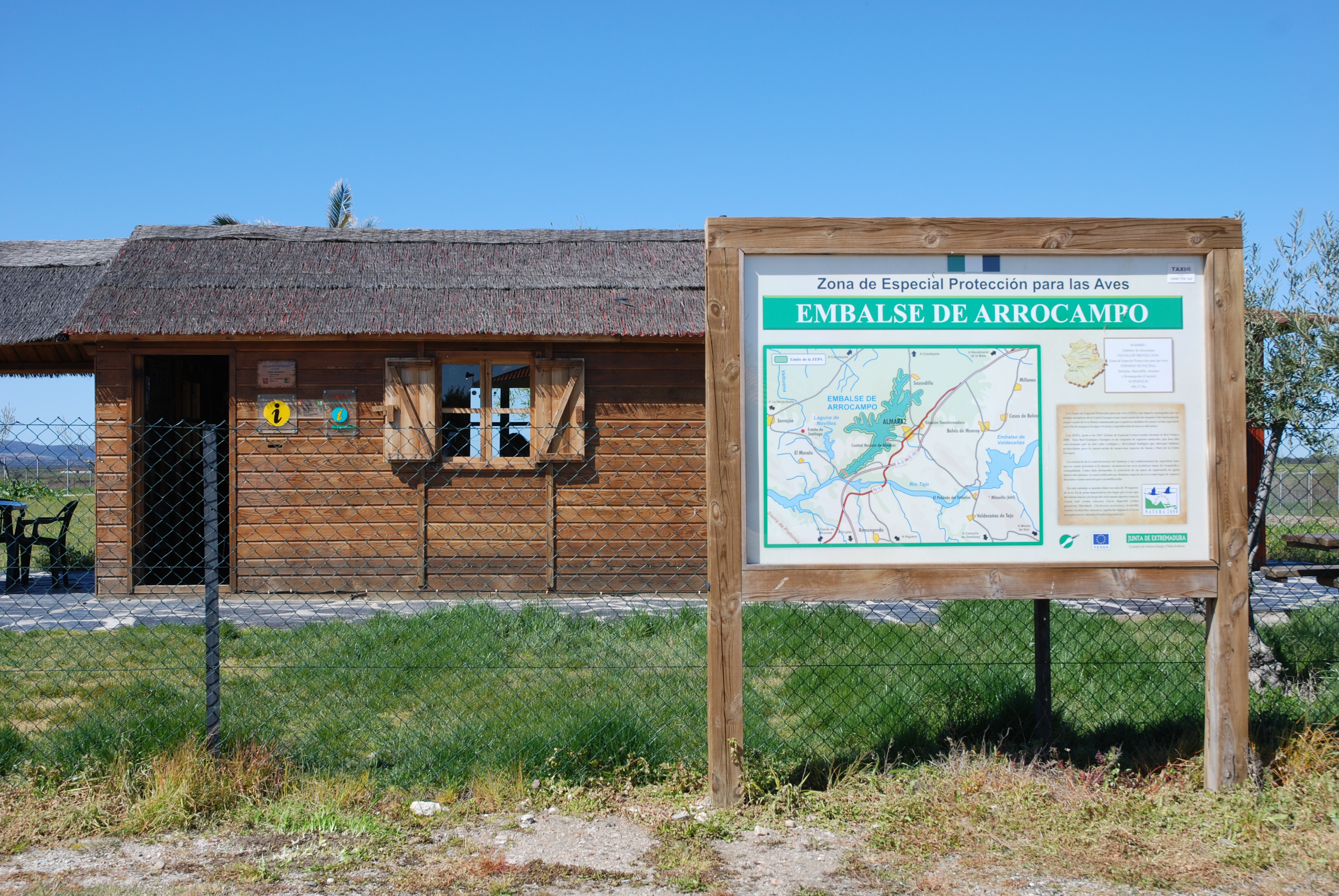